# Aenictus silvestrii
Aenictus silvestrii es una especie de hormiga guerrera del género Aenictus, familia Formicidae. Fue descrita científicamente por Wheeler en 1929.
Se distribuye por Indonesia (Borneo). Se ha encontrado a elevaciones de hasta 250 metros. Habita en bosques secundarios y pantanos.